# Ай (Сімане)
Ай (яп. 阿井) — місцевість в Японії, в префектурі Шімане. Волость Ай (阿位) в стародавній період і період середньовіччя. Село в період раннього нового часу і нового часу. Складова містечка Ніта.